# Eurytoma flavifacies
Eurytoma flavifacies är en stekelart som beskrevs av Bugbee 1969. Eurytoma flavifacies ingår i släktet Eurytoma och familjen kragglanssteklar. Inga underarter finns listade i Catalogue of Life.